# Boukolion
Boukolion är en trojansk prins i den grekiska mytologin. Boukolion var den äldsta, men dock oäkta, sonen till den trojanske kung Laomedon och nymfen Calybe. Hans fru var nymfen Abarbaree, och tillsammans med henne fick han sönerna Aisepos och Paidasos. Dessa deltog i det trojanska kriget, och familjen nämns i Iliaden, bok IV.